# Zeitschrift für Geopolitik
Die Zeitschrift für Geopolitik (ZfG) war eine wissenschaftliche Fachzeitschrift, die von 1924 bis 1944 im Vowinckel-Verlag erschien. Ab 1951 wurde sie mit wechselnden Untertiteln  vom Institut für Geosoziologie und Politik herausgegeben. Die letzte bekannte Ausgabe erschien 1968 als Gemeinschaft und Politik verbunden mit Zeitschrift für Geopolitik.

## Entwicklung und Positionen
Eigens wegen seines persönlichen Interesses an der aufkommenden Geopolitik gründete Kurt Vowinckel 1923 seinen Verlag in Heidelberg und gab ab 1924 die Zeitschrift für Geopolitik heraus. Anfänglich waren Karl Haushofer, Erich Obst, Hermann Lautensach und Franz Termer die Herausgeber. Für Termer kam schon 1925 Otto Maull in den Herausgeberkreis. Der erste Beitrag der ersten Ausgabe der Zeitschrift bekannt sich programmatisch zum Gesetz der wachsenden Räume, das von den Vordenkern deutscher Geopolitik Friedrich Ratzel und Rudolf Kjellén formuliert worden war. Mit der  Zeitschrift wurde von Beginn für die Revision des Friedensvertrags von Versailles und eine künftige Ostexpansion des Deutschen Reiches argumentiert.
Von 1924 bis 1928 stieg die Auflage der Zeitschrift stetig bis auf annähernd 4000 Exemplare, dann folgte bis 1932 eine Krise, Auflagenzahl und Umfang halbierten sich, sie wurde 1925–1942 kombiniert mit der Zeitschrift Weltpolitik und Weltwirtschaft. Ab 1932 war dann Haushofer einziger Herausgeber, vorausgegangen waren Auseinandersetzungen um den politischen Kurs der Zeitschrift und Einmischungen des nationalsozialistisch orientierten Verlegers Kurt Vowinckel. Der wurde zum Schriftleiter, Haushofers Sohn Albrecht zum ständigen Mitarbeiter.
Ab der nationalsozialistischen Machtübernahme ging es mit der Zeitschrift wieder bergauf, 1934 war die Auflagenzahl von 1928 bereits überschritten. Der Einfluss von Karl und Albrecht Haushofer wurde geringer, bis sie die Zeitschrift ganz verließen. Diese erlebte in den Kriegsjahren bis 1944 eine paradoxe Entwicklung: „während die Auflagenzahl noch einmal sprunghaft ansteigt, hat die Zeitschrift im buchstäblichen Sinne immer weniger zu sagen, d. h. der Umfang fällt in einer steilen Linie ab.“
Nach 1945 war Geopolitik vorerst geächtet. Doch schon 1951 gab der Soziologe Karl Heinz Pfeffer eine gleichnamige Zeitschrift heraus im Namen des Instituts für Geosoziologie und Politik in Bad Godesberg, das laut Carsten Klingemann „nur als Titel“ existierte. Der Jahrgang 1951, mit dem Untertitel "Monatshefte für Deutsches Auslands-Wissen" wurde nummeriert als "22. Jg.", als Verleger firmierte immer noch Kurt Vowinckel Verlag, Heidelberg. Autoren z. B. der Nr. 4, 1951 waren u. a. Ernst Kern, Ernst Klingmüller, Martin Abel, Klaus Mehnert. Für das Programm steht beispielsweise ein A. Danile mit Die Welt jenseits von Kapitalismus und Kommunismus.
Pfeffer beendete die Herausgeberschaft 1956, die Zeitschrift erschien dann bis 1968 im Leske Verlag (ehemals C. W. Leske Verlag) in Darmstadt.